# Nevada (película)
Nevada es una película dramática de 1997 dirigida por Gary Tieche y protagonizada por Amy Brenneman, Ben Browder, James Wilder.

## Argumento
Christy es una mujer que recorre el desierto después de que su coche se estropeara. Al hacerlo llega a un pequeño lugar en el que durante la semana no hay más que mujeres y niños, ya que los maridos trabajan fuera dee se lugar.
También es una mujer que ha dejado a su marido y a sus tres hijos cuando se da cuenta de que su vida carece de sentido.

## Reparto
| Actor                    | Personaje |
| ------------------------ | --------- |
| Amy Brenneman            | Chrysty   |
| Ben Browder              | Shelby    |
| James Wilder             | Rip       |
| Keith Anthony Bennett    | Nate      |
| Bridgette Wilson-Sampras | June      |
| Lacy Drew                | Newborn   |
| Gabrielle Anwar          | Linny     |
| Kirstie Alley            | McGill    |
| Saffron Burrows          | Quinn     |
| Dee Wallace              | Ruby      |

## Recepción
Hoy en día la película Nevada ha sido valorada en portales cinematográficos. En IMDb, por ejemplo, con 480 votos registrados, el filme obtiene una media ponderada de 5,3 sobre 10. En cuanto al portal Rotten Tomatoes, los más de 100 votos registrados allí le dieron una valoración media de 2,8 de 5. También cabe destacar, que en La Vanguardia el 50 % de los usuarios registrados allí le dan a esta película una valoración positiva.